# Ford Escort
De Ford Escort is een compacte gezinswagen, die in januari 1968 op het Autosalon van Brussel voorgesteld werd. De productie van de Ford Escort begon eind 1967 in de Britse Fordfabriek van Halewood. Bijna een jaar later werd ook in de Belgische Fordfabriek van Genk de Escortproductie gestart. In de loop van 1970 verhuisde de Escortproductie voor het Europese vasteland van Genk naar de toen pas geopende Fordfabriek in het Duitse Saarlouis.
De Escort werd al in 1967 geïntroduceerd als opvolger van de Anglia. De Anglia zelf gebruikte voor haar stationwagen-versie de naam Escort.

## Escort '68 (Mk1)

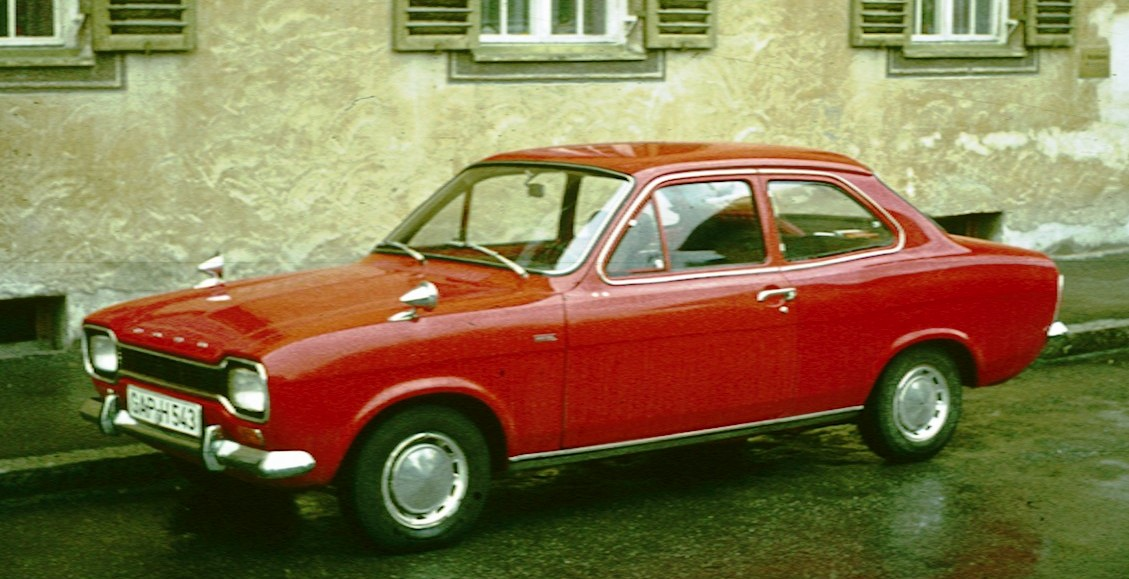
Ford Escort Mk1

In Groot-Brittannië werd de Escort geïntroduceerd als de opvolger van de Anglia. Het was een vrij conventionele auto voor die tijd, met een motor voorin die de achterwielen aandreef. Aanvankelijk werd de auto alleen verkocht als 2-deurssedan, later kwamen er een stationwagen met drie deuren en een bestelwagen bij. In 1969 werd een vierdeurs-versie voorgesteld. In die tijd waren er nog niet veel dieselmotoren in kleine gezinsauto's en aanvankelijk was de Escort dan ook alleen maar in een 1,1- en een 1,3-literversie verkrijgbaar. De Escort was een goede verkoper, zeker in Groot-Brittannië.
Later verscheen een 1300 GT (Ook wel: Sport), die een snellere versie had van de 1,3-litermotor en een 2-venturicarburateur, die een vermogen leverde van 72 pk. Een speciaal model enkel voor races en rally's was de Escort Twin Cam met een Lotus 1,6-litermotor met dubbele bovenliggende nokkenas. Deze auto zorgde voor veel succes in rally's en wordt gezien als de succesvolste rallyauto aller tijden.
Een speciale RS 1600 en later zelfs RS 2000-versie met een 100pk 2-litermotor werd geïntroduceerd en zorgde voor een flink aantal race- en rallyoverwinningen.

## Escort '75 (Mk2)

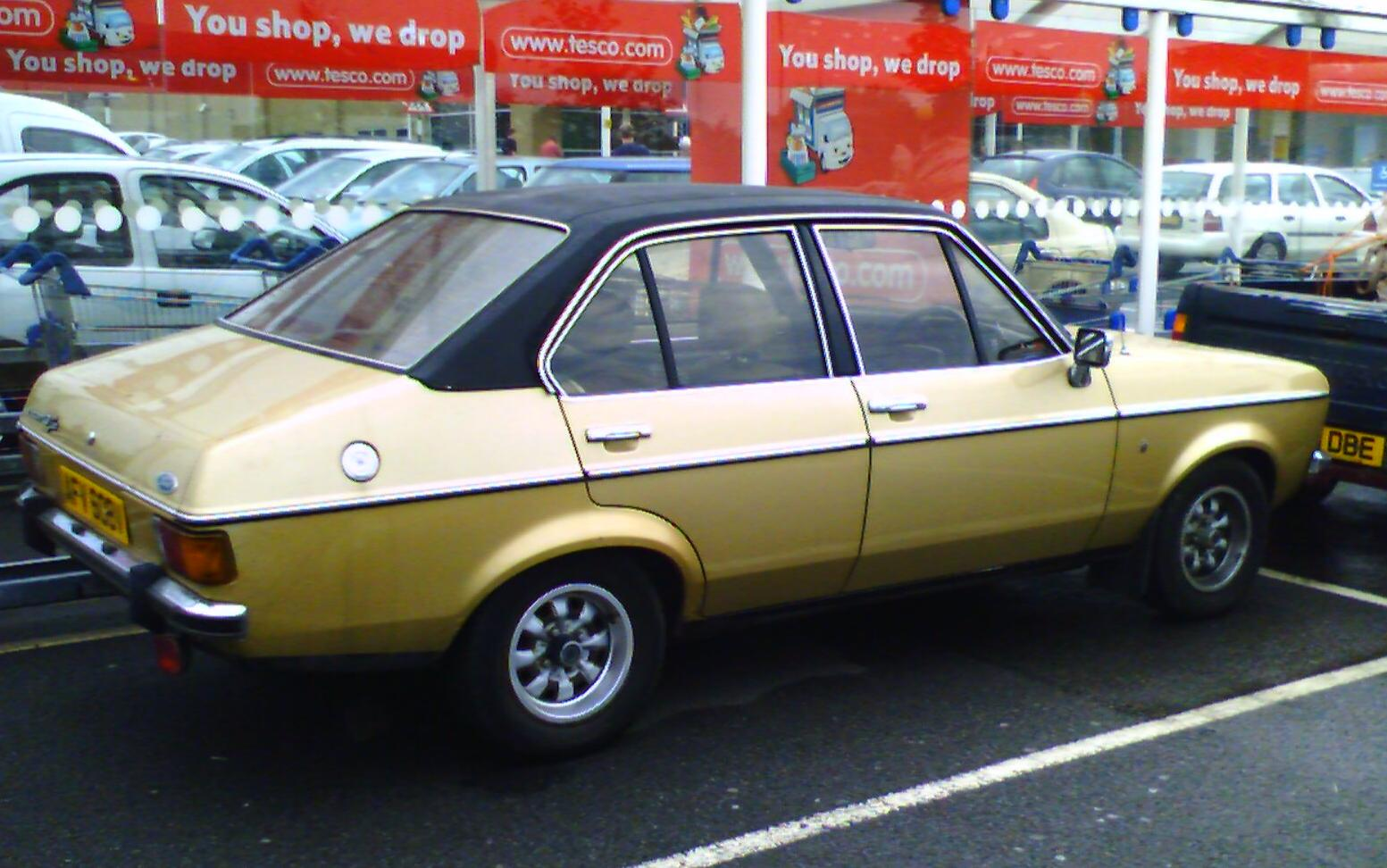
Ford Escort Mk2

De tweede generatie werd in samenwerking met de Keulse Fordafdeling ontwikkeld. Mechanisch waren de auto's identiek, maar de Mk. II kreeg een modernere carrosserie. De Escort bleef een populaire auto, die veel werd verkocht. Het uiterlijk van de auto werd in de loop der jaren licht gewijzigd. Zo hadden de eerste exemplaren ronde koplampen en de losse letters FORD in de grille. Vierkante halogeenkoplampen waren voorbehouden aan de luxueuzere Escort GL- en Escort Ghia-uitvoeringen. Later (omstreeks 1978) kreeg de Escort vierkante koplampen en een Fordembleem op de grille. Ook kreeg de Escort nieuw vormgegeven velgen en een stuurwiel met een andere vorm.
Van de Escort Mk. II verschenen enkele bijzondere uitvoeringen, waaronder de RS 1800, RS Mexico en de RS 2000. De sportieve RS2000 had, in tegenstelling tot de andere Escortvarianten, een aerodynamisch vormgegeven, grille van polyurethaan met dubbele, ronde koplampen. De meest luxueuze uitvoering van de Escort was de Ghia.

## Escort '80 (Mk3)

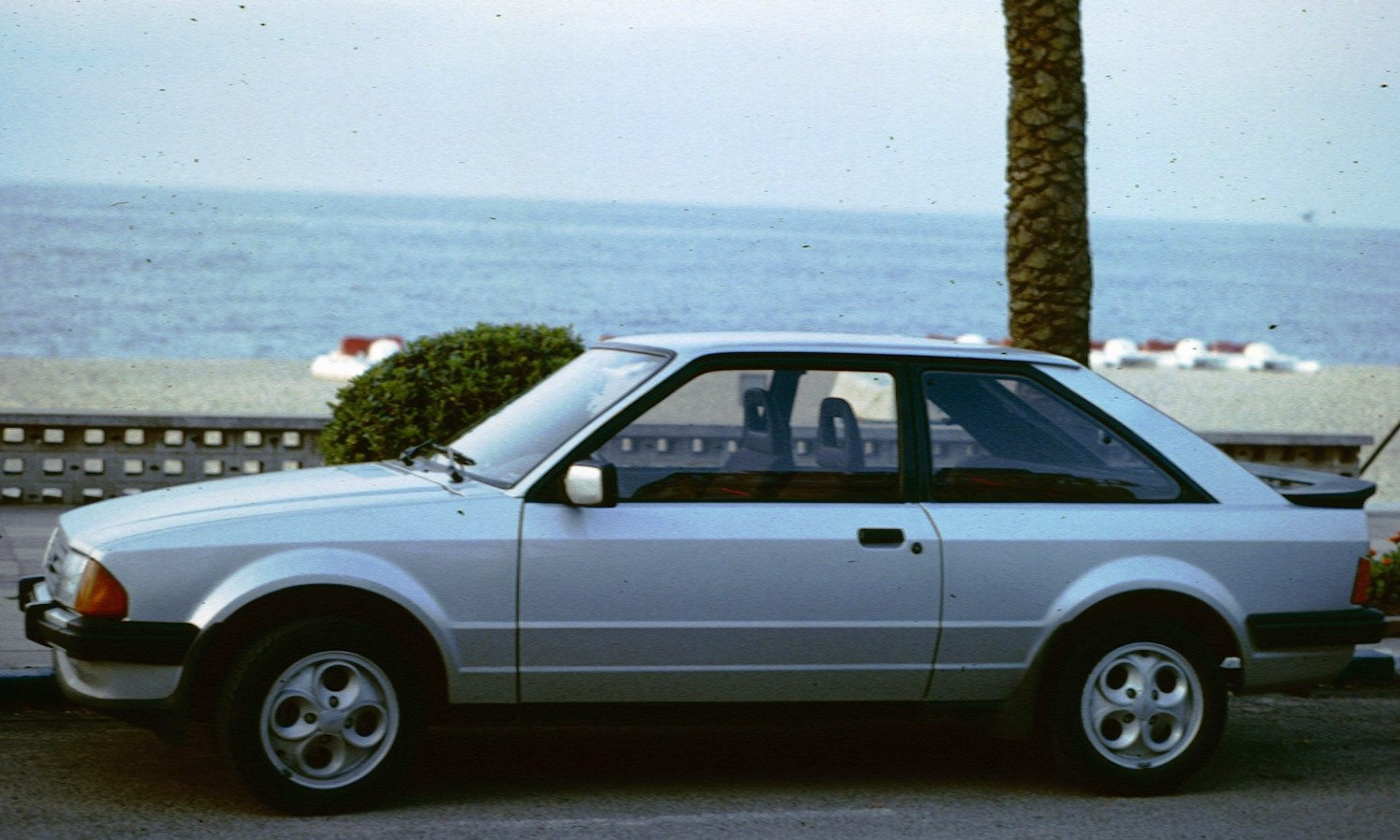
Ford Escort Mk3

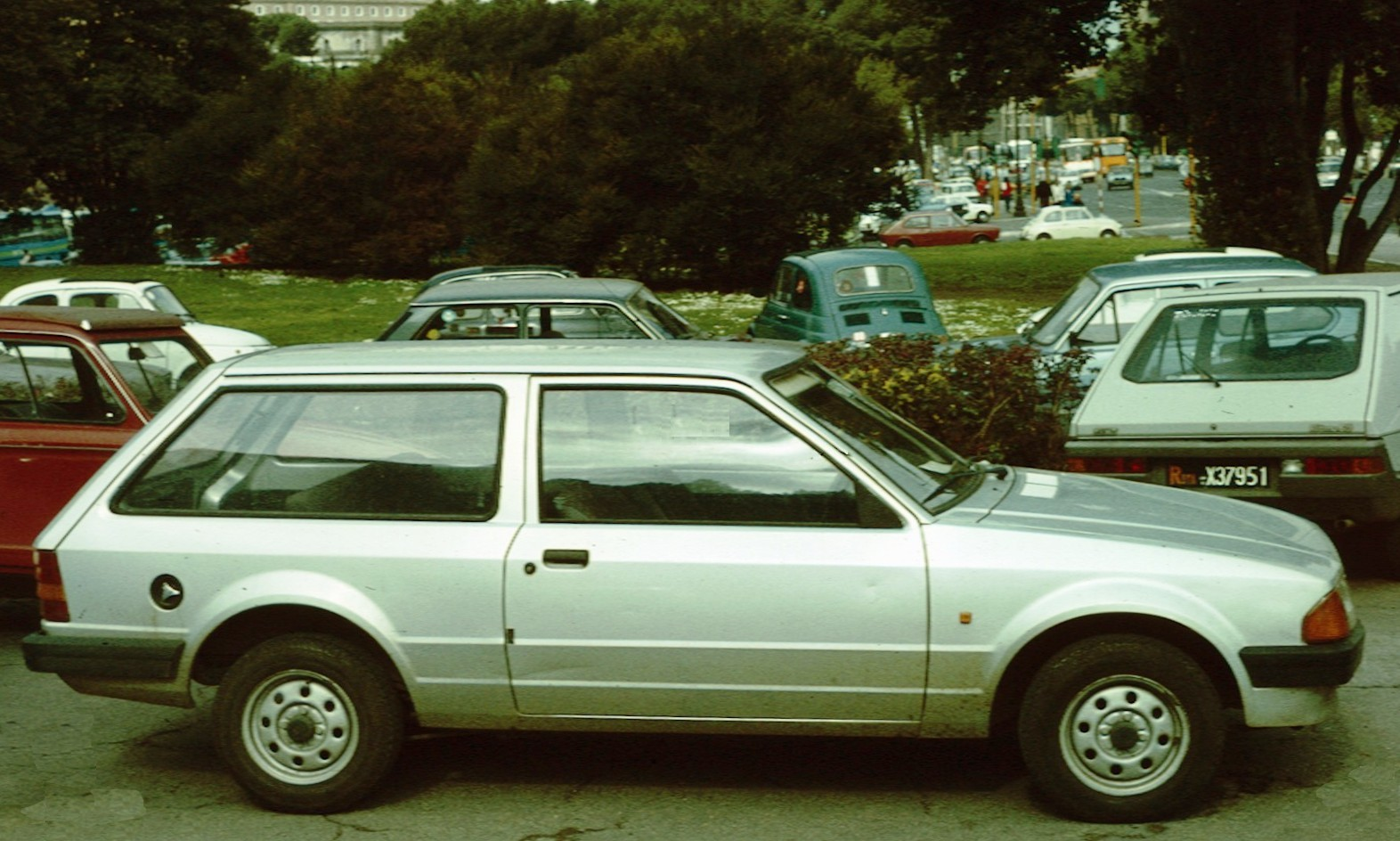
Ford Escort Mk3 Wagon

In 1980 presenteerde Ford de Escort Mk. III. De Mk. III (ontwikkeld onder de codenaam Erika) leek helemaal niet op zijn voorganger. De Mk. III had een nieuw ontwikkelde voorwielaandrijving en liet een nieuwe hatchbackstijl aan het publiek zien. De Escort Mk. III werd al gauw een geduchte concurrent van de Opel Kadett en de Volkswagen Golf.
De Mk. III werd in 1981 bekroond met de titel "auto van het jaar". Het model sloeg vrijwel direct aan. Uiterlijk gezien bezat de Mk. III kenmerken die later ook in de Sierra en Scorpio terug te vinden zouden zijn. Ook haalde Mazda zijn inspiratie voor de 323 (1981-1985) bij dit model Escort vandaan.
Hoewel de Mk. III populair was, was er ook kritiek. Zo vond men dat de auto oncomfortabel was. In 1983 wist Ford alle problemen op te lossen. De vierversnellingsbak werd na enkele jaren een vijfversnellingsbak. Om ook mee te kunnen doen met de GTI's introduceerde Ford de XR3 en later de XR3i. De snelste versie zou de RS Turbo worden. Ook een dieselmotor zou worden opgenomen in het gamma. De prestaties van deze motoren bleven achter op de concurrentie. Naast de sportievere versies waren ook nog de Bravo, L, Laser en de luxueuze Ghia leverbaar. De Ghia viel op door de overdaad aan chromen sierstrips en zijn apart vormgegeven velgen.
De sedanversie van de Escort werd als Ford Orion in 1983 geïntroduceerd. Men bleef vasthouden aan de naam Orion tot 1993, waarna deze stilletjes verdween. Een cabriolet-versie verscheen toen Karmann het dak afzaagde. De versie bleek vrij succesvol voor een cabriolet.

## Escort '86 (Mk4)

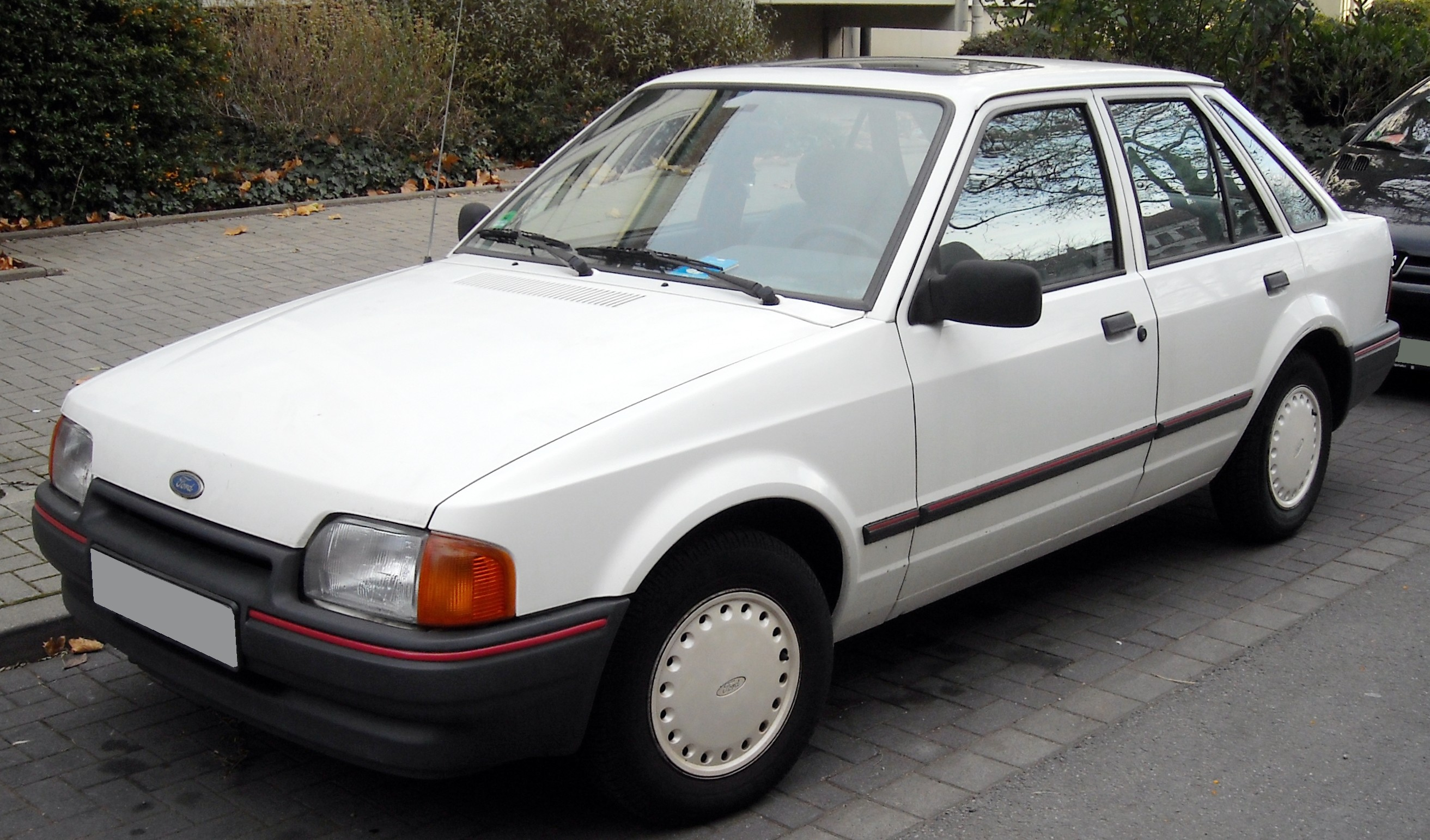
Ford Escort Mk4

In maart 1986 verscheen de vernieuwde Escort. Het model werd Mk. IV genoemd. In feite was de Mk. IV niet veel meer dan een geüpdatete Mk. III. Opvallend aan deze auto was dat de motorkap werd verlengd. De grille, koplampen, knipperlichten, achterlichten en bumpers werden opnieuw ontworpen. Ook het interieur werd onder handen genomen. De Mk. IV was tevens leverbaar in tal van nieuwe kleuren.
Van de Mk. IV was wederom een XR3/XR3i-versie leverbaar (105 pk). Deze versie werd meestal in de kleur rood of wit verkocht. Naast deze versie was er weer een luxueuze Ghia, een CL-uitvoering en zelfs een nog kariger uitgeruste C-uitvoering. Er was keuze uit verschillende benzinemotoren: 1.1 (50 pk), 1.3 (60 pk), 1.4 (73 pk), 1.6 (88 pk). Ook was er een 1.6-diesel (54 pk), die in 1988 het veld ruimde voor een sterkere 1.8-diesel (60 pk). Vanaf 1988 kwamen tevens nieuwe injectiemotoren in plaats van de carburateurmotoren. Actiemodellen waren de Bravo en de Europa.

## Escort '90 (Mk5-A)

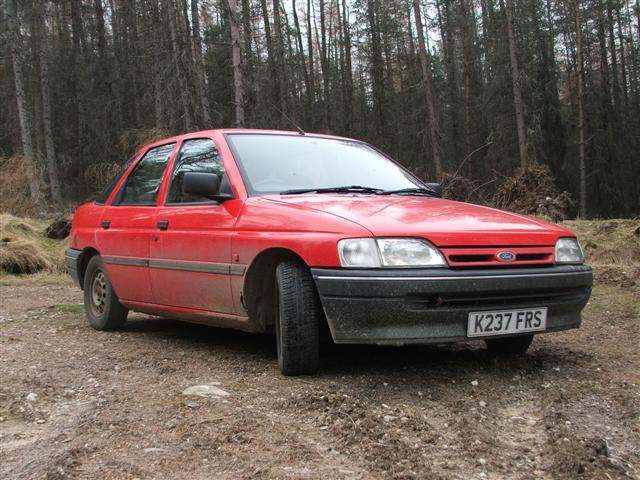
Ford Escort Mk5-A

In 1990 werd de vijfde generatie voorgesteld. De vijfde generatie bestond uit een 3-deurs hatchback, een 5-deurs hatchback, een sedan (Orion), een stationwagon (Clipper) en een cabriolet. De vormgeving was wel eigentijds, alleen ietwat saai. De auto had een versimpelde ophanging en de kwaliteit was minder. De motoren waren overgeheveld van de oude naar de nieuwe Escort, maar bleken verouderd. Vrij snel (1992) kwamen nieuwe Zetec-motoren. De Escort werd toen ook licht gemodificeerd. Zo kreeg de Escort heldere knipperlichtglaasjes. De Orion bezat ze bij de introductie al.
Ford kwam voor het eerst weer met een RS 2000 die het vernieuwde Sierra-2.0-blok met 16 kleppen (150 pk) bezat. Tegenover de nieuwe generatie Golf GTI en Astra GSi bleek die auto wel mee te kunnen. In 1992 kwam een speciale versie met turbomotor en 227 pk, bekend als de Escort Cosworth. Bedoeld voor rally's, kreeg hij 4×4-aandrijving mee. Verder was de Escort Mk5-A leverbaar in de CL-uitvoering, CLX-uitvoering, GT-uitvoering, XR3-uitvoering en als luxueuze Ghia. Ook waren er nog enkele actiemodellen, zoals de Solar (met schuif/kanteldak) en de Riche.

### Motoren

#### Benzine
| Type     | Motor    | Motor     | Motor   | Vermogen | Koppel | Jaartal     |
| Type     | Inhoud   | Cilinders | Kleppen | Vermogen | Koppel | Jaartal     |
| -------- | -------- | --------- | ------- | -------- | ------ | ----------- |
| 1.3i     | 1264 cm³ | 4-in-lijn | 8       | 60 pk    | 101 Nm | 1991 - 1992 |
| 1.4i     | 1392 cm³ | 4-in-lijn | 8       | 71 pk    | 103 Nm | 1990 - 1992 |
| 1.6      | 1597 cm³ | 4-in-lijn | 8       | 90 pk    | 126 Nm | 1990 - 1992 |
| 1.6i     | 1597 cm³ | 4-in-lijn | 8       | 105 pk   | 135 Nm | 1990 - 1992 |
| 1.8i     | 1796 cm³ | 4-in-lijn | 16      | 105 pk   | 153 Nm | 1992 - 1992 |
| 1.8i XR3 | 1796 cm³ | 4-in-lijn | 16      | 131 pk   | 162 Nm | 1992 - 1992 |
| 2000     | 1998 cm³ | 4-in-lijn | 16      | 150 pk   | 190 Nm | 1991 - 1992 |

#### Diesel
| Type | Motor    | Motor     | Motor   | Vermogen | Koppel | Jaartal     |
| Type | Inhoud   | Cilinders | Kleppen | Vermogen | Koppel | Jaartal     |
| ---- | -------- | --------- | ------- | -------- | ------ | ----------- |
| 1.8D | 1753 cm³ | 4-in-lijn | 8v      | 60 pk    | 110 Nm | 1990 - 1992 |

## Escort '93 (Mk5-B)

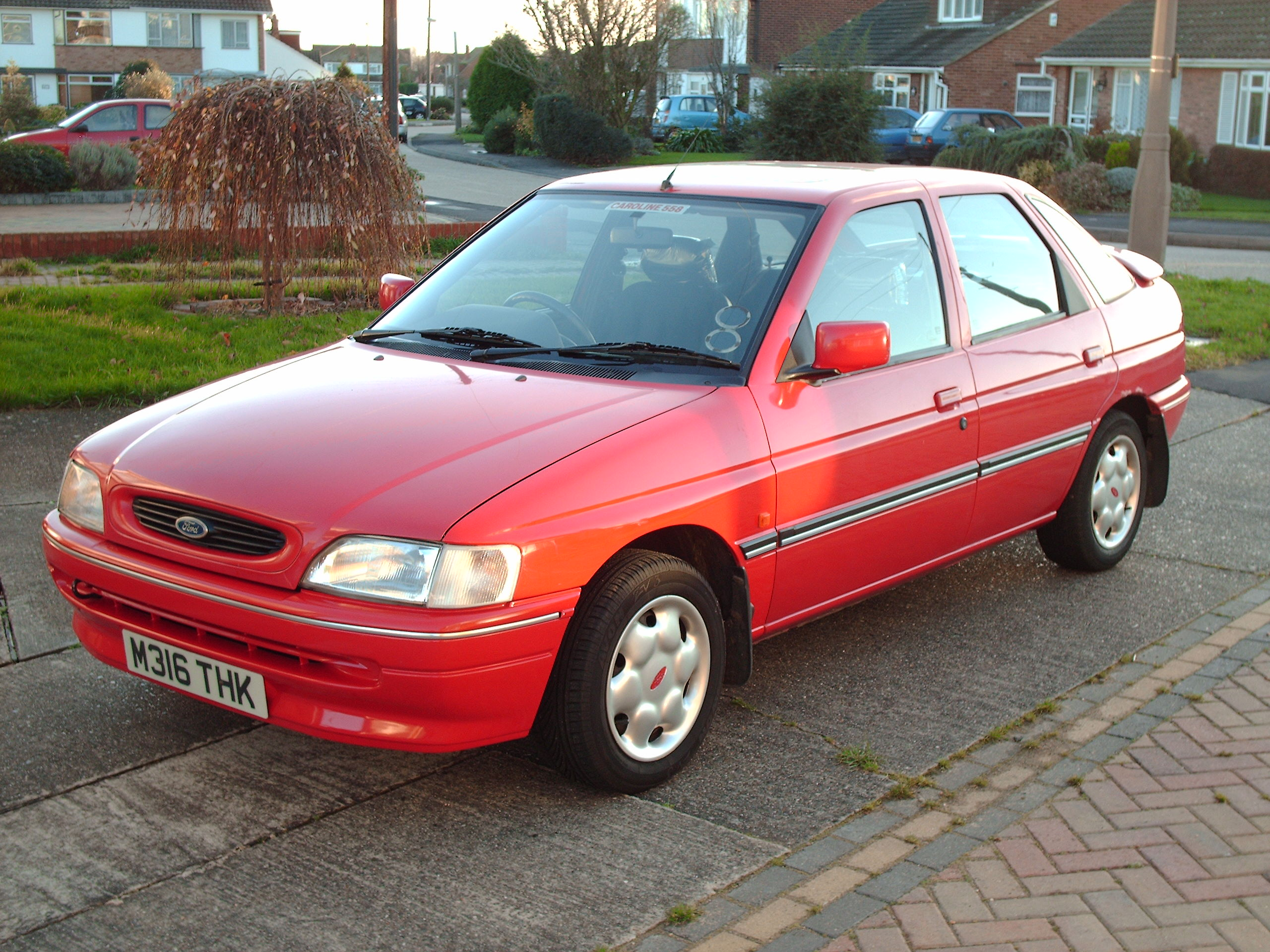
Ford Escort Mk5-B

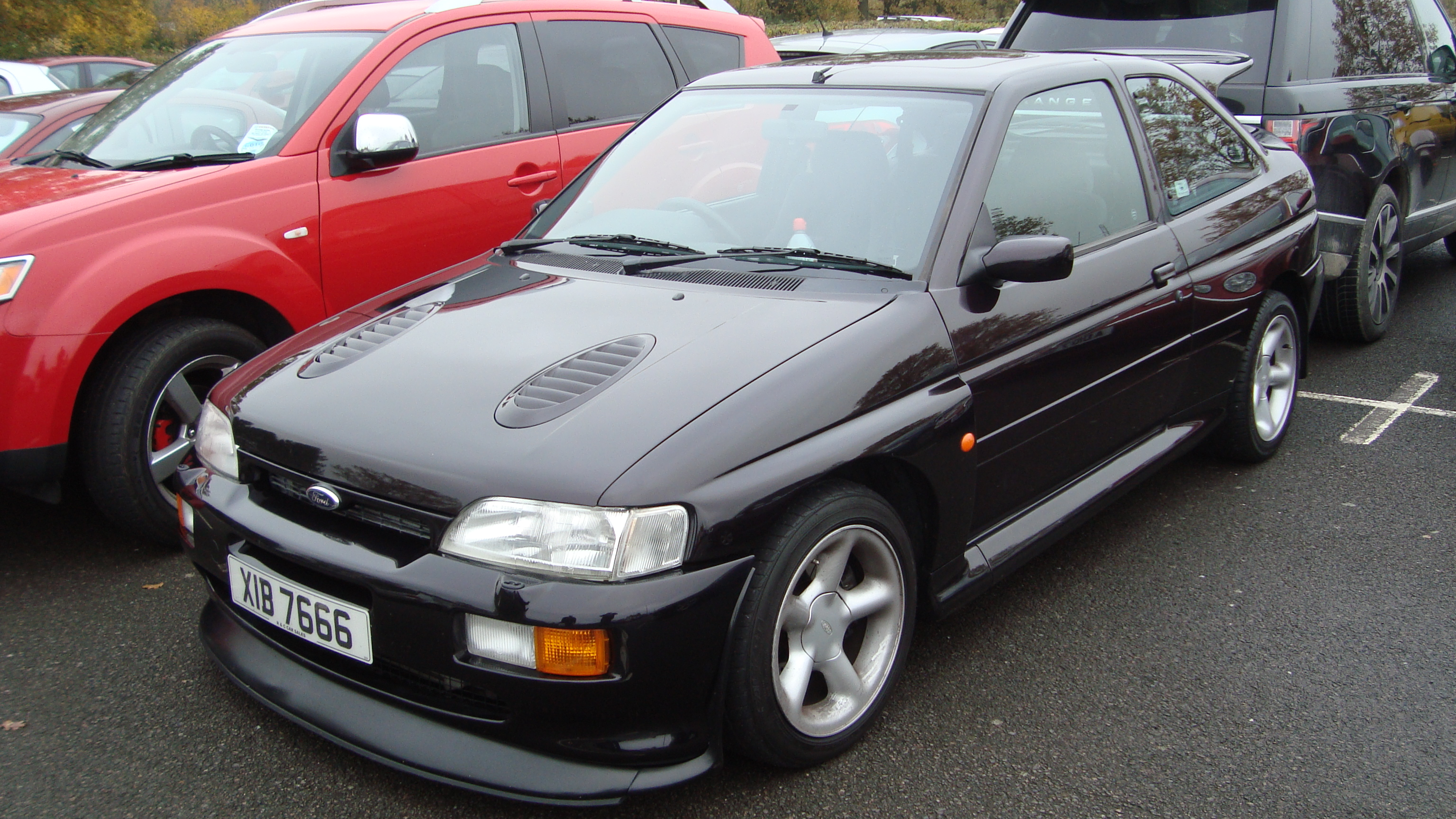
Ford Escort RS Cosworth

Om de kritiek op de oude Escort bij te stellen stelde Ford de nieuwe generatie Escort in oktober 1992 voor. Deze Escort kreeg de naam Mk5-B. Een nieuw vormgegeven front en in het geval van de hatchback nieuwe achterkant verhulden de nieuwe versie. Bij het koetswerk is enkel de voorkant en het dashboard verschillend naast de nieuwe versie.
De Mk5-B was leverbaar in een aantal nieuwe kleuren ten opzichte van de Mk5-A. Ook waren meegespoten bumpers leverbaar. Van de Mk5-B verschenen ook enkele actiemodellen, zoals de Laser en de Phantom. Daarnaast werd vanaf 1994 de airbag standaard in elke uitvoering gemonteerd.

### Motoren

#### Benzine
| Type        | Motor    | Motor     | Motor   | Vermogen | Koppel | Jaartal     |
| Type        | Inhoud   | Cilinders | Kleppen | Vermogen | Koppel | Jaartal     |
| ----------- | -------- | --------- | ------- | -------- | ------ | ----------- |
| 1.3i        | 1264 cm³ | 4-in-lijn | 8       | 60 pk    | 101 Nm | 1993 - 1995 |
| 1.4i        | 1392 cm³ | 4-in-lijn | 8       | 71 pk    | 103 Nm | 1992 - 1993 |
| 1.6i        | 1597 cm³ | 4-in-lijn | 16      | 90 pk    | 134 Nm | 1992 - 1995 |
| 1.8i        | 1796 cm³ | 4-in-lijn | 16      | 105 pk   | 153 Nm | 1992 - 1995 |
| 1.8i XR3    | 1796 cm³ | 4-in-lijn | 16      | 131 pk   | 162 Nm | 1992 - 1993 |
| 2000        | 1998 cm³ | 4-in-lijn | 16      | 150 pk   | 190 Nm | 1992 - 1995 |
| RS Cosworth | 1998 cm³ | 4-in-lijn | 16      | 227 pk   | 299 Nm | 1992 - 1996 |

#### Diesel
| Type  | Motor    | Motor     | Motor   | Vermogen | Koppel | Jaartal     |
| Type  | Inhoud   | Cilinders | Kleppen | Vermogen | Koppel | Jaartal     |
| ----- | -------- | --------- | ------- | -------- | ------ | ----------- |
| 1.8D  | 1753 cm³ | 4-in-lijn | 8v      | 60 pk    | 110 Nm | 1992 - 1995 |
| 1.8TD | 1753 cm³ | 4-in-lijn | 8v      | 90 pk    | 178 Nm | 1994 - 1995 |

## Escort '95 (Mk6)

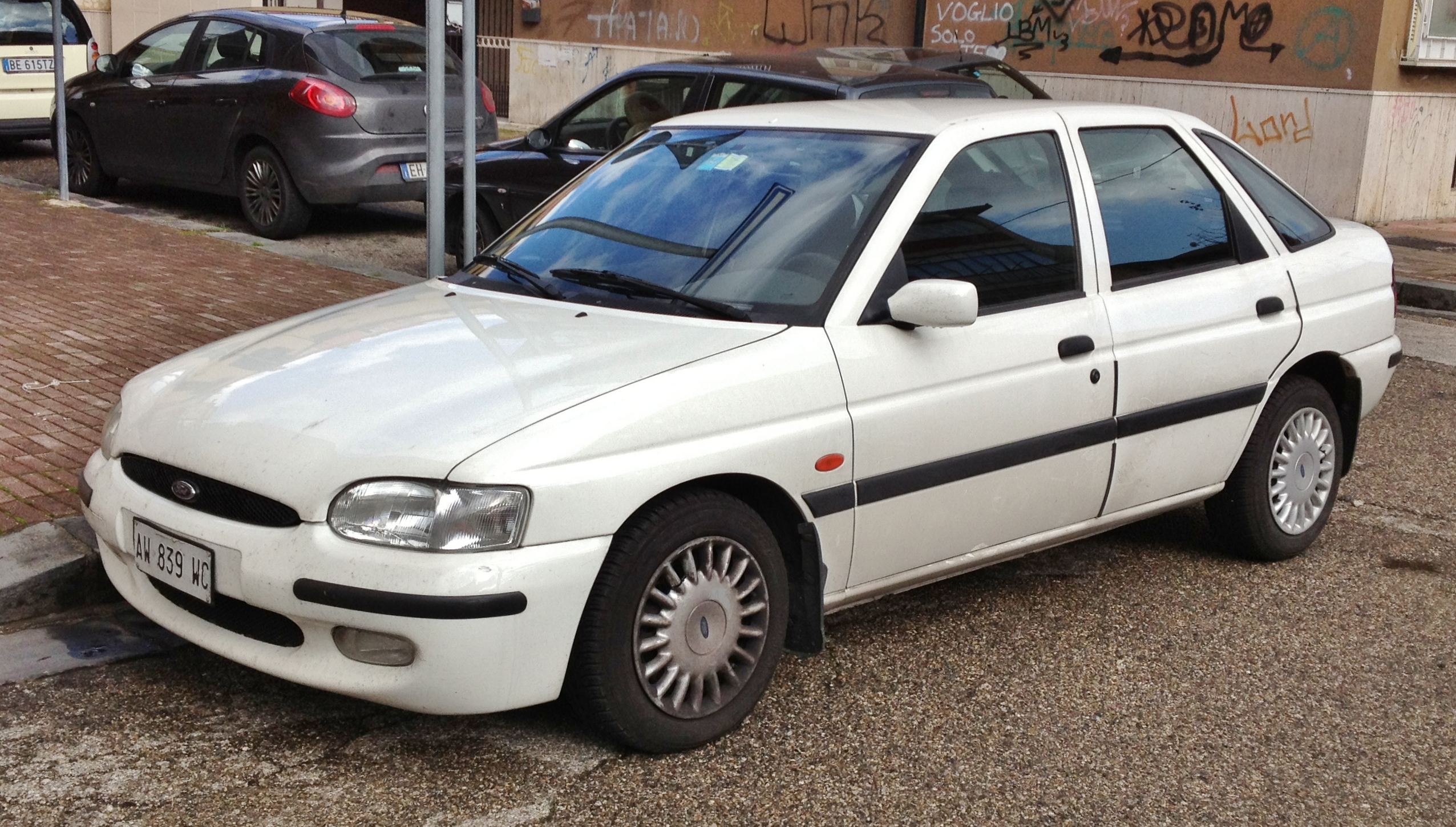
Ford Escort Mk6

In 1995 werd de Escort nogmaals onder handen genomen, nadat de Ford Mondeo in 1993 op de markt kwam. Een nieuwe motorkap en koplampen en een gerestylede achterbumper waren de veranderingen aan de buitenkant. Ook was de auto, inmiddels Escort Mk6 geheten, leverbaar in nieuwe kleuren. In 1997 verscheen het laatste nieuwe model voor de Ford Focus, die de auto in 1999 opvolgde. De Escort bleef in productie om klanten aan de nieuwe styling te laten wennen.
De bestelwagenvariant bleef in productie tot 2002, toen ze werd vervangen door de Ford Transit Connect. Van de Mk6 werd vooral de stationwagon-uitvoering (officieel niet meer als Clipper aangeduid) goed verkocht. In de zomer van 2000 viel officieel het doek voor de personenwagen-uitvoering van de Escort.

### Motoren

#### Benzine
| Type  | Motor    | Motor     | Motor   | Vermogen | Koppel | Jaartal     |
| Type  | Inhoud   | Cilinders | Kleppen | Vermogen | Koppel | Jaartal     |
| ----- | -------- | --------- | ------- | -------- | ------ | ----------- |
| 1.3i  | 1264 cm³ | 4-in-lijn | 8       | 60 pk    | 101 Nm | 1995 - 1998 |
| 1.4i  | 1392 cm³ | 4-in-lijn | 8       | 75 pk    | 109 Nm | 1995 - 1998 |
| 1.6i  | 1597 cm³ | 4-in-lijn | 16      | 90 pk    | 134 Nm | 1995 - 2000 |
| 1.8i  | 1796 cm³ | 4-in-lijn | 16      | 105 pk   | 153 Nm | 1995 - 1998 |
| 2000i | 1998 cm³ | 4-in-lijn | 16      | 150 pk   | 190 Nm | 1995 - 1997 |

#### Diesel
| Type  | Motor    | Motor     | Motor   | Vermogen | Koppel | Jaartal     |
| Type  | Inhoud   | Cilinders | Kleppen | Vermogen | Koppel | Jaartal     |
| ----- | -------- | --------- | ------- | -------- | ------ | ----------- |
| 1.8D  | 1753 cm³ | 4-in-lijn | 8v      | 60 pk    | 110 Nm | 1995 - 1997 |
| 1.8TD | 1753 cm³ | 4-in-lijn | 8v      | 70 pk    | 135 Nm | 1996 - 2000 |
| 1.8TD | 1753 cm³ | 4-in-lijn | 8v      | 90 pk    | 178 Nm | 1995 - 2000 |

## Trivia
- De Ford Escort was in 2010 de personenauto met het hoogste diefstalrisico.[2]